# Bellona (mitologia)

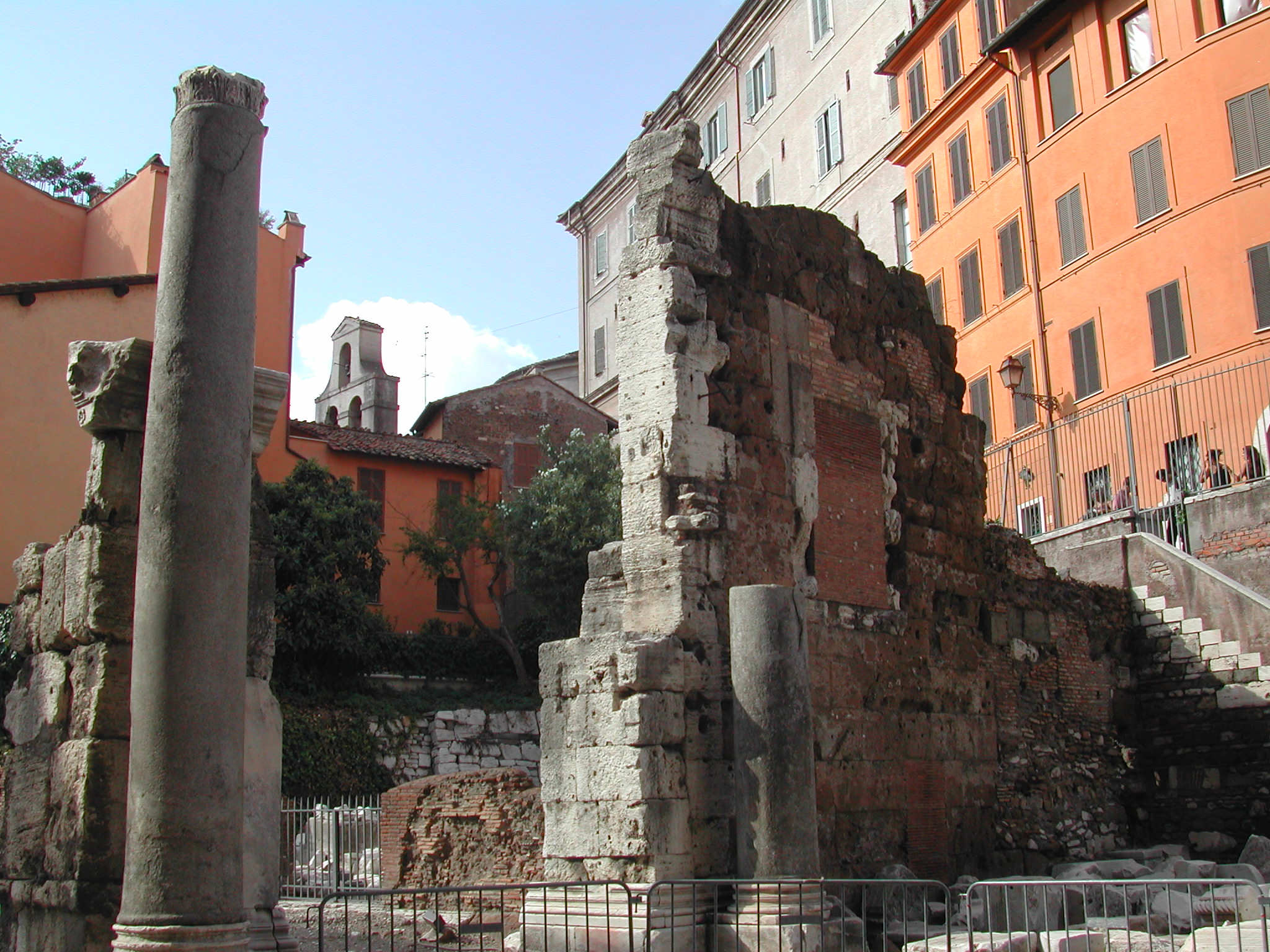
Świątynia Bellony przy Teatrze Marcellusa

Bellona (staroitalska Duellona) – rzymska bogini wojny, przypuszczalnie pochodzenia sabińskiego, żona bądź siostra Marsa.
W jej świątyni na Polu Marsowym przyjmowano poselstwa krajów niezaprzyjaźnionych z Rzymem i wodzów ubiegających się o triumf. Przed świątynią, obok kolumny zwanej "wojenną", odbywało się wypowiadanie wojny państwom niegraniczącym z Rzymem. Tam też Senat przyjmował wodzów powracających z wypraw wojennych.
Bellonę identyfikowano głównie z grecką boginią Enyo, a także (w połowie I wieku p.n.e.) z kapadocką Ma. Jej kapłani – bellonarii lub fanatici – przenieśli do Rzymu azjatyckie formy kultu bogini, co połączone było z piciem krwi zwierząt ofiarnych i smarowaniem nią całego ciała.  Przedstawiano ją w hełmie i z dzidą w ręku, powożącą rydwanem Marsa. Kapłani Bellony charakteryzowali się ciemnym ubraniem i czarnym runem na głowie, natomiast ich boginię przedstawiano jako postać o odrażających rysach, zbliżonych do tradycyjnego wyobrażenia furii.
W sztuce w czasach nowożytnych postać Bellony wykorzystywali m.in. Guercino, Charles Le Brun, Lucas van Leyden i Rembrandt.